# Chris Phillips
Pour les articles homonymes, voir Phillips.
Chris Phillips (né le 9 mars 1978 à Fort McMurray en Alberta province du Canada) est un joueur de hockey sur glace professionnel de la Ligue nationale de hockey qui évoluait au poste de défenseur.

## Carrière de joueur
En 1995, il commence sa carrière aux Raiders de Prince Albert dans la Ligue de hockey de l'Ouest. Il a été choisi par les Sénateurs en 1re position lors du repêchage d'entrée dans la LNH 1996. Il a fait ses débuts dans la ligue nationale de hockey lors de la saison 1997-1998. Jouant à la position de défenseur, Phillips est surtout reconnu pour son jeu physique et pour ses qualités défensives. En 2007, il signe un contrat avec les sénateurs pour 4 ans d'une valeur de 14 millions de dollars.
Avec 1179 matchs joués, il est le joueur ayant effectué le plus de matchs sous les couleurs des Sénateurs d'Ottawa. Le 26 mai 2016, il annonce qu'il se retire des patinoires après une saison sans jouer en raison de blessure.
Le 18 février 2020, son chandail portant le n°4 est retiré de la franchise des Sénateurs d'Ottawa lors d'une cérémonie où Wade Redden et Daniel Alfredsson étaient entre autres présents.

## Statistiques
| Saison     | Équipe                      | Ligue          |       | Saison régulière | Saison régulière | Saison régulière | Saison régulière | Saison régulière |   | Séries éliminatoires | Séries éliminatoires | Séries éliminatoires | Séries éliminatoires | Séries éliminatoires |
| Saison     | Équipe                      | Ligue          | PJ    | B                | A                | Pts              | Pun              | PJ               | B | A                    | Pts                  | Pun                  |                      |                      |
| 1993-1994  | Oil Barons de Fort McMurray | LHJA           | 56    | 6                | 16               | 22               | 72               | 10               | 0 | 3                    | 3                    | 16                   |                      |                      |
| 1994-1995  | Oil Barons de Fort McMurray | LHJA           | 48    | 16               | 32               | 48               | 127              | 11               | 4 | 2                    | 6                    | 10                   |                      |                      |
| 1995-1996  | Raiders de Prince Albert    | LHOu           | 61    | 10               | 30               | 40               | 97               | 18               | 2 | 12                   | 14                   | 30                   |                      |                      |
| 1996-1997  | Raiders de Prince Albert    | LHOu           | 32    | 3                | 23               | 26               | 58               | -                | - | -                    | -                    | -                    |                      |                      |
| 1996-1997  | Hurricanes de Lethbridge    | LHOu           | 26    | 4                | 18               | 22               | 28               | 19               | 4 | 21                   | 25                   | 20                   |                      |                      |
| 1997       | Hurricanes de Lethbridge    | Coupe Memorial | -     | -                | -                | -                | -                | 5                | 2 | 3                    | 5                    | 14                   |                      |                      |
| 1997-1998  | Sénateurs d'Ottawa          | LNH            | 72    | 5                | 11               | 16               | 38               | 11               | 0 | 2                    | 2                    | 2                    |                      |                      |
| 1998-1999  | Sénateurs d'Ottawa          | LNH            | 34    | 3                | 3                | 6                | 32               | 3                | 0 | 0                    | 0                    | 0                    |                      |                      |
| 1999-2000  | Sénateurs d'Ottawa          | LNH            | 65    | 5                | 14               | 19               | 39               | 6                | 0 | 1                    | 1                    | 4                    |                      |                      |
| 2000-2001  | Sénateurs d'Ottawa          | LNH            | 73    | 2                | 12               | 14               | 31               | 1                | 1 | 0                    | 1                    | 0                    |                      |                      |
| 2001-2002  | Sénateurs d'Ottawa          | LNH            | 63    | 6                | 16               | 22               | 29               | 12               | 0 | 0                    | 0                    | 12                   |                      |                      |
| 2002-2003  | Sénateurs d'Ottawa          | LNH            | 78    | 3                | 16               | 19               | 71               | 18               | 2 | 4                    | 6                    | 12                   |                      |                      |
| 2003-2004  | Sénateurs d'Ottawa          | LNH            | 82    | 7                | 16               | 23               | 46               | 7                | 1 | 0                    | 1                    | 12                   |                      |                      |
| 2004-2005  | Brynäs IF                   | Elitserien     | 27    | 5                | 3                | 8                | 45               | -                | - | -                    | -                    | -                    |                      |                      |
| 2005-2006  | Sénateurs d'Ottawa          | LNH            | 69    | 1                | 18               | 19               | 90               | 9                | 2 | 0                    | 2                    | 6                    |                      |                      |
| 2006-2007  | Sénateurs d'Ottawa          | LNH            | 82    | 8                | 18               | 26               | 80               | 20               | 0 | 0                    | 0                    | 24                   |                      |                      |
| 2007-2008  | Sénateurs d'Ottawa          | LNH            | 81    | 5                | 13               | 18               | 56               | 4                | 0 | 0                    | 0                    | 4                    |                      |                      |
| 2008-2009  | Sénateurs d'Ottawa          | LNH            | 82    | 6                | 16               | 22               | 66               | -                | - | -                    | -                    | -                    |                      |                      |
| 2009-2010  | Sénateurs d'Ottawa          | LNH            | 82    | 8                | 16               | 24               | 45               | 5                | 0 | 0                    | 0                    | 4                    |                      |                      |
| 2010-2011  | Sénateurs d'Ottawa          | LNH            | 82    | 1                | 8                | 9                | 32               | -                | - | -                    | -                    | -                    |                      |                      |
| 2011-2012  | Sénateurs d'Ottawa          | LNH            | 80    | 5                | 14               | 19               | 16               | 7                | 0 | 1                    | 1                    | 4                    |                      |                      |
| 2012-2013  | Sénateurs d'Ottawa          | LNH            | 48    | 5                | 9                | 14               | 43               | 10               | 0 | 1                    | 1                    | 21                   |                      |                      |
| 2013-2014  | Sénateurs d'Ottawa          | LNH            | 70    | 1                | 14               | 15               | 30               | -                | - | -                    | -                    | -                    |                      |                      |
| 2014-2015  | Sénateurs d'Ottawa          | LNH            | 36    | 0                | 3                | 3                | 12               | -                | - | -                    | -                    | -                    |                      |                      |
| Totaux LNH | Totaux LNH                  | Totaux LNH     | 1 179 | 71               | 217              | 288              | 756              | 114              | 6 | 9                    | 15                   | 105                  |                      |                      |

## Honneurs et trophées
- - 1996 : trophée Jim Piggott (recrue de l'année de la LHOu)
  - 1997 : trophée Bill Hunter Memorial (meilleur défenseur de la LHOu)